# ニカラグアの在外公館の一覧

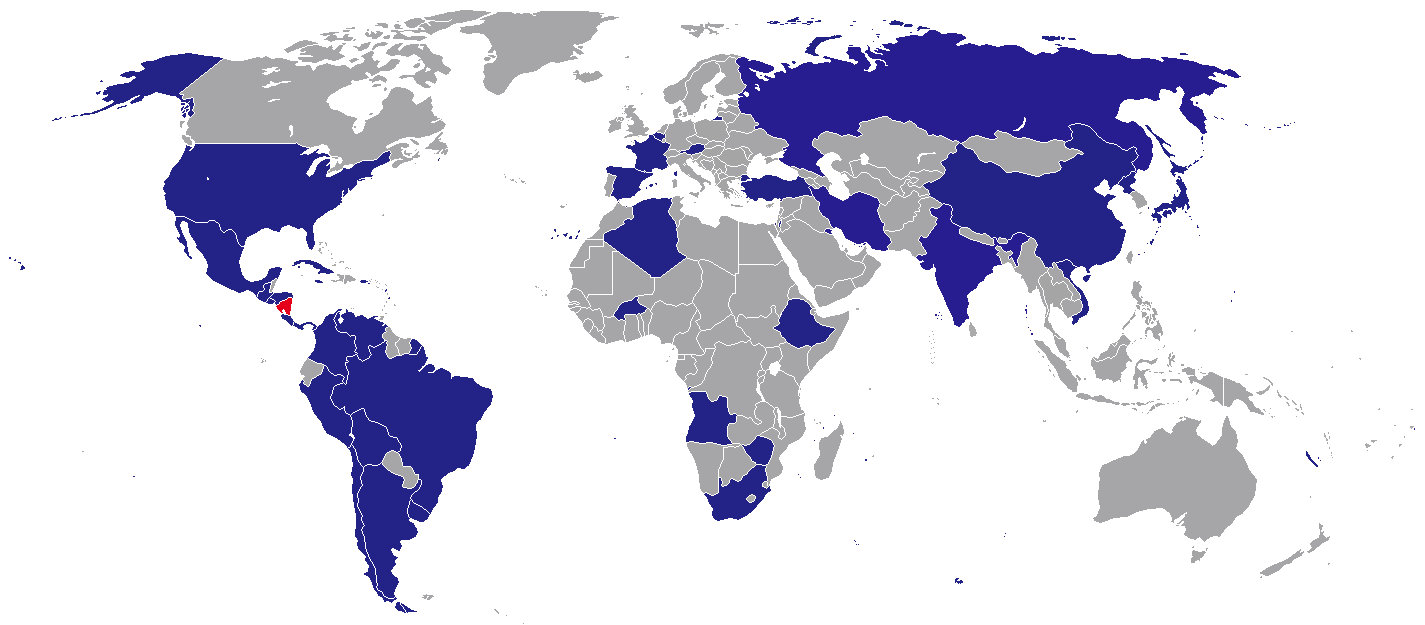
ニカラグアの在外公館が設置されている国

ニカラグアの在外公館の一覧では、ニカラグア共和国の在外公館（大使館、総領事館等）を挙げる。

## アジア
- イラン
  - 在イラン大使館 (テヘラン)
- インド
  - 在インド大使館 (ニューデリー)
- クウェート
  - 在クウェート大使館 (クウェート市)
- 大韓民国
  - 在大韓民国大使館 (ソウル)
- 日本
  - 駐日大使館 (東京)
  - 在東京総領事館

## 北米
- アメリカ合衆国

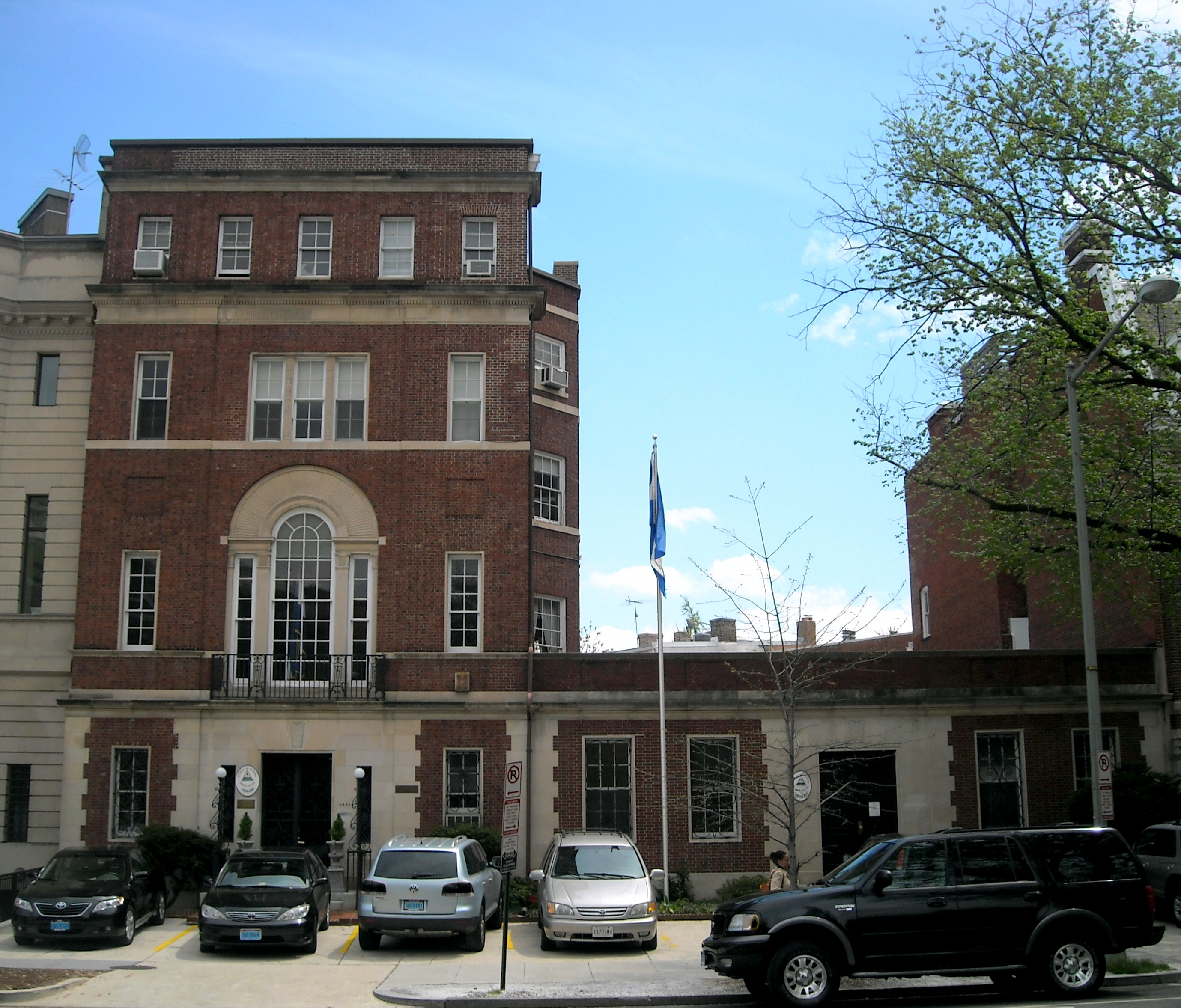
在アメリカ大使館

  - 在アメリカ合衆国大使館 (ワシントンD.C.)
  - 在サンフランシスコ総領事館 (サンフランシスコ)
  - 在ニューヨーク総領事館 (ニューヨーク)
  - 在ヒューストン総領事館 (ヒューストン)
  - 在マイアミ総領事館 (マイアミ)
  - 在ロサンゼルス総領事館 (ロサンゼルス)

## 中南米

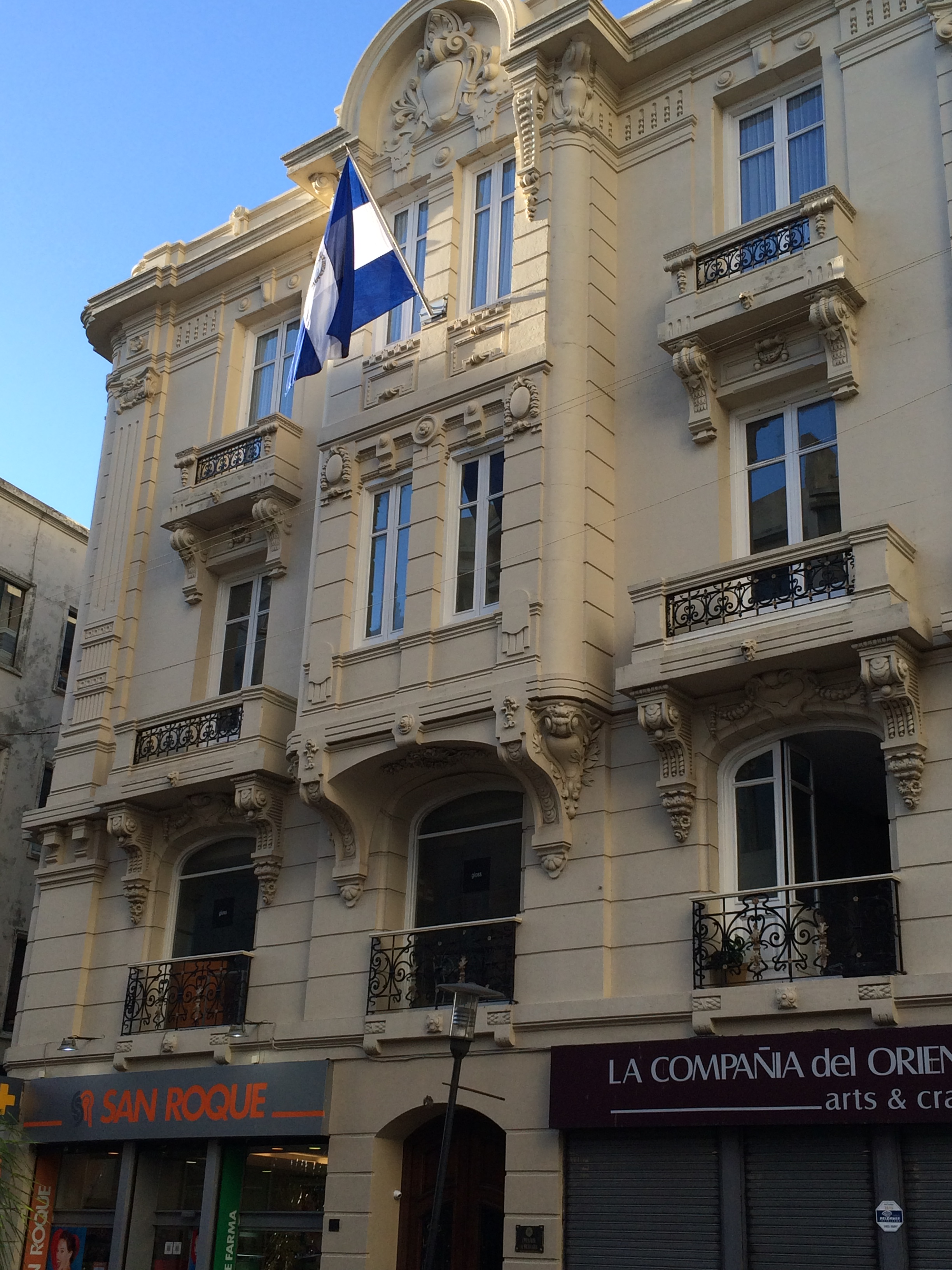
在ウルグアイ大使館

| - アルゼンチン - 在アルゼンチン大使館 (ブエノスアイレス) - ウルグアイ - 在ウルグアイ大使館 (モンテビデオ) - エクアドル - 在エクアドル大使館 (キト) - エルサルバドル - 在エルサルバドル大使館 (サンサルバドル) - キューバ - 在キューバ大使館 (ハバナ) - グアテマラ - 在グアテマラ大使館 (グアテマラシティ) - コスタリカ - 在コスタリカ使館 (サンホセ) - 在ケサダ総領事館 (ケサダ) - 在プエルト・ビエホ総領事館 (プエルト・ビエホ) - 在リモン総領事館 (リモン) - コロンビア - 在コロンビア大使館 (ボゴタ) - ジャマイカ - 在ジャマイカ大使館 (キングストン) - チリ - 在チリ大使館 (サンティアゴ・デ・チレ) | - ドミニカ国 - 在ドミニカ国大使館 (ロゾー) - ドミニカ共和国 - 在ドミニカ共和国大使館 (サントドミンゴ) - パナマ - 在パナマ大使館 (パナマシティ) - ブラジル - 在ブラジル大使館 (ブラジリア) - ベネズエラ - 在ベネズエラ大使館 (カラカス) - ベリーズ - 在ベリーズ大使館 (ベリーズシティ) - ペルー - 在ペルー大使館 (リマ) - ボリビア - 在ボリビア大使館 (ラパス) - ホンジュラス - 在ホンジュラス大使館 (テグシガルパ) - メキシコ - 在メキシコ大使館 (メキシコシティ) - 在タパチュラ総領事館 (タパチュラ) |

## ヨーロッパ

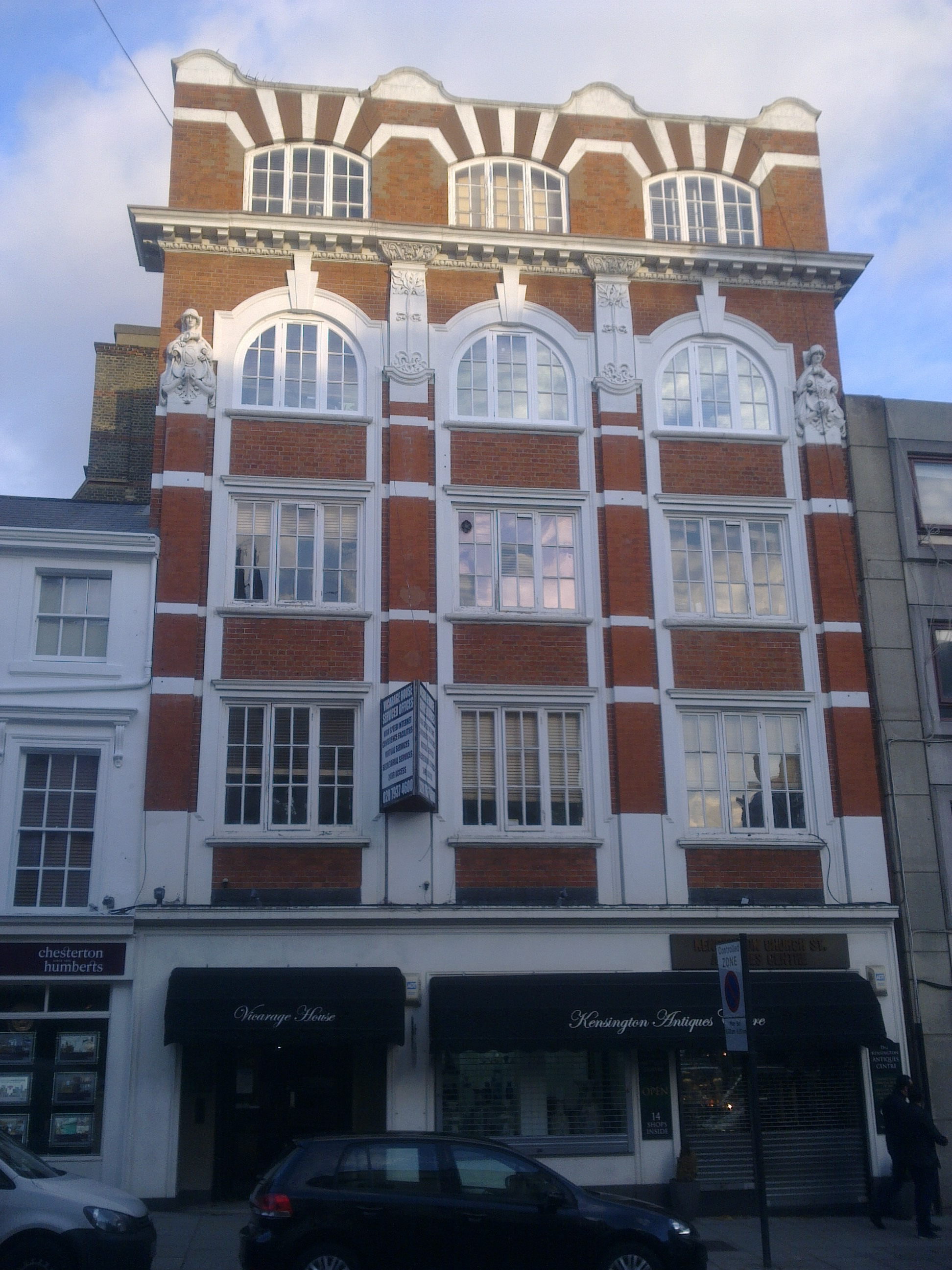
在英国大使館

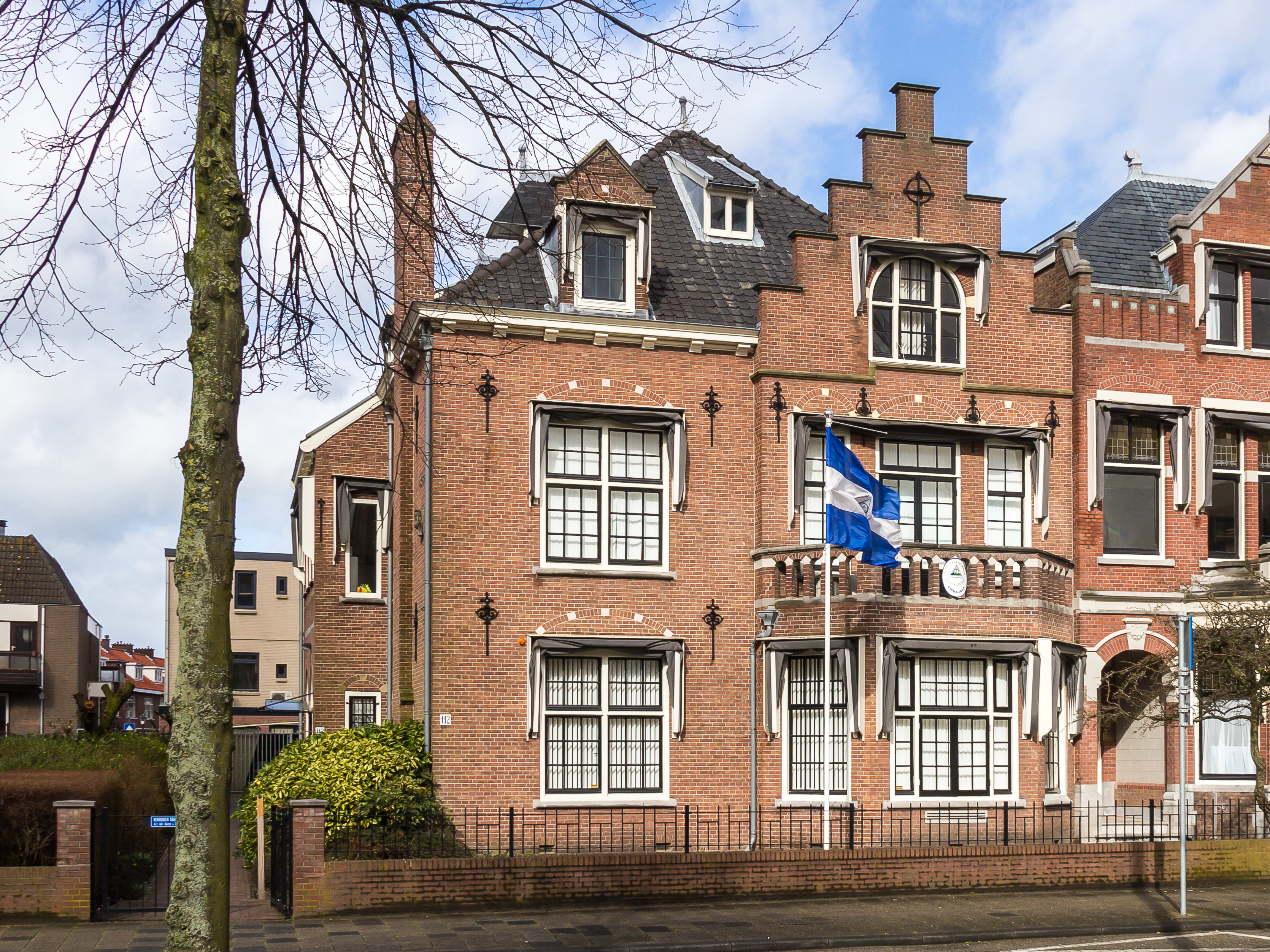
在オランダ大使館

- イタリア
  - 在イタリア大使館 (ローマ)
- イギリス
  - 在イギリス大使館 (ロンドン)
- オーストリア
  - 在オーストリア大使館 (ウィーン)
- オランダ
  - 在オランダ大使館 (ハーグ)
- スイス
  - 在スイス大使館 (ベルン)
- スペイン
  - 在スペイン大使館 (マドリッド)
- ドイツ
  - 在ドイツ大使館 (ベルリン)
- フィンランド
  - 在フィンランド大使館 (ヘルシンキ)
- フランス
  - 在フランス大使館 (パリ)
- ベルギー
  - 在ベルギー大使館 (ブリュッセル)
- ロシア
  - 在ロシア大使館 (モスクワ)

## アフリカ
- エジプト
  - 在エジプト大使館 (カイロ)
- セネガル
  - 在セネガル大使館 (ダカール)

## 国際機関代表部
- 国際連合代表部 (ニューヨーク・ジュネーヴ)
- 欧州連合代表部 (ブリュッセル)
- 米州機構代表部 (ワシントンD.C.)